# Kánon (művészet)
Kánon: Szabály. A képzőművészetben azon törvények összessége, amelyek megszabják a formák egymáshoz viszonyított harmonikus arányát. Az emberi alaknál többnyire a fejnek a testhez való ideális arányát határozza meg. (Forrás: Imrehné Sebestyén Margit: A képzelet világa Kiadó: Apáczai)
A képzőművészetben a kánon a görög és a reneszánsz művészetre jellemző szabálytan, illetve arányrendszer. Egyrészt a tökéletes arány, a belső szükségszerűség összefüggésének kutatása, másrészt a felismert törvények normatív alkalmazása. Az első kánont Polükleitosz görög szobrász foglalta írásba és konkretizálta Lándzsavivő (Dorüphorosz) című szobrával. A reneszánszban jelentős volt Dürer, Leonardo da Vinci, Piero della Francesca és az építész Leon Battista Alberti ilyen jellegű kutatása. A kánont elsősorban az emberi test ábrázolásakor juttatták érvényre, s lényegében körébe tartozik az aranymetszés is. A kanonikus normák szolgai követése az akadémizmus jellegzetes vonása volt.